# Isaac C. Singleton, Jr.

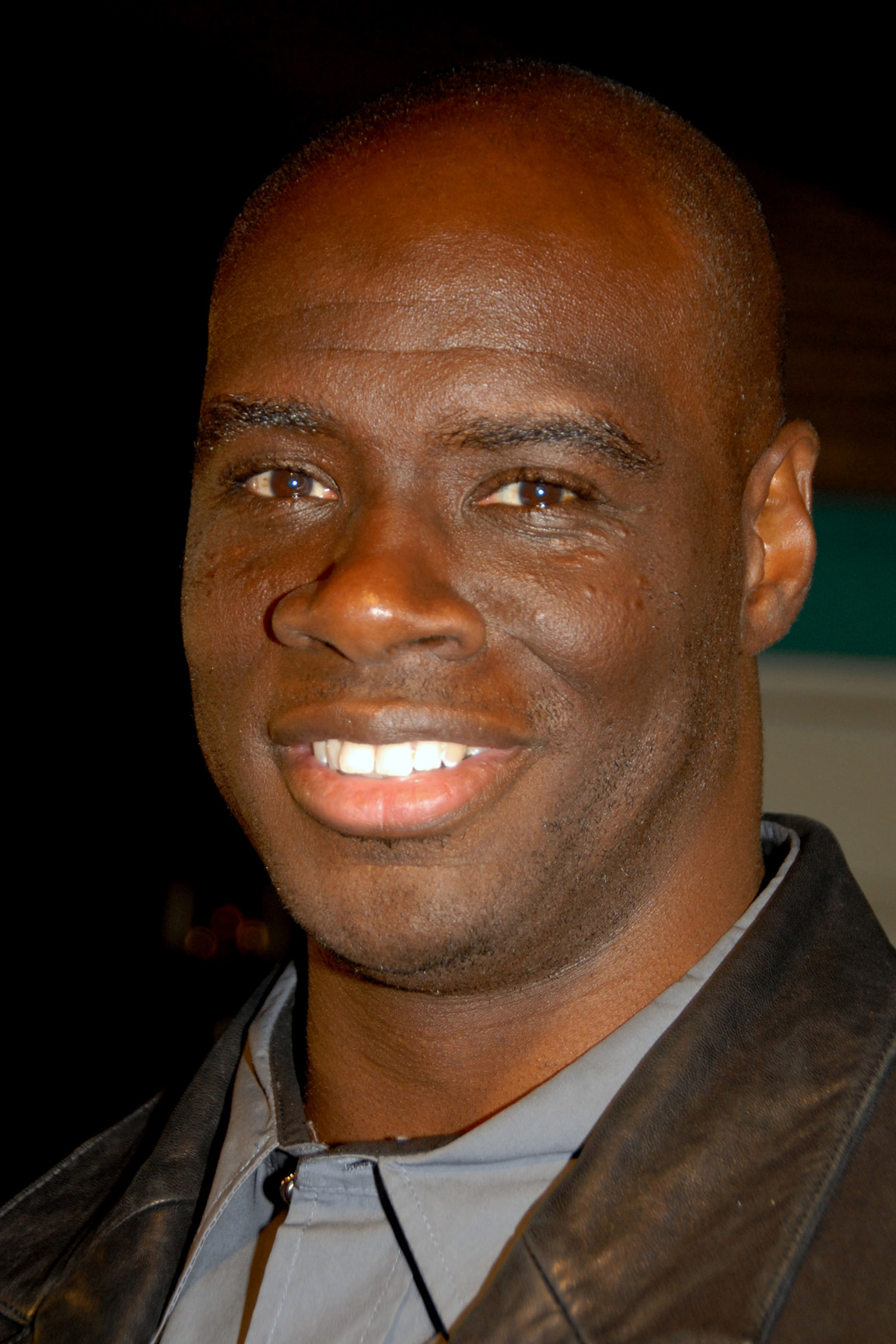
Singleton junior (2010)

Isaac Charles Singleton junior (* 13. August 1967 in Melbourne, Florida) ist ein US-amerikanischer Schauspieler und Synchronsprecher.

## Leben und Karriere
Singleton junior wurde in Melbourne im Brevard County im US-Bundesstaat Florida als Sohn eines US-Soldaten geboren. Ab seinem 13. Lebensjahr verbrachte Singleton junior seine Jugendzeit in der Kreisstadt Bitburg, im Eifelkreis Bitburg-Prüm in Rheinland-Pfalz in Deutschland, da sein Vater bei der Bitburg Air Base stationiert war. Dort absolvierte er die Bitburg American High School.
In den 1980er Jahren besuchte er die Florida Agricultural and Mechanical University in Florida und anschließend die University of Central Florida um Schauspiel zu lernen. Seine Karriere startete der 1,96 m große Singleton junior anfänglich als Stuntman, bekam dann aber auch kleinere Besetzungen in Filmen und Serien. Singleton junior ist auch als Synchronsprecher aktiv. So lieh er beispielsweise in mehreren Computerspielen zu Der Herr der Ringe Charakteren seine Stimme. Einer seiner bekanntesten Rollen ist die des Bootsmanns Bo'sun in Fluch der Karibik. In den TV-Serien Avengers – Gemeinsam unbesiegbar und Marvel’s Guardians of the Galaxy aus dem Jahr 2015, sowie in dem Computerspiel Lego Marvel’s Avengers aus dem Jahr 2016, lieh er dem Charakter Thanos seine Stimme. Im Film Deadpool aus dem Jahr 2016 hatte er als Boothe eine Nebenrolle inne.

## Filmografie
- 1997: The Mystery Files of Shelby Woo (Fernsehserie)
- 1998: McCinsey’s Island – Ein tierisches Duo
- 1998: Akte X – Die unheimlichen Fälle des FBI (Fernsehserie)
- 1999: Pirates: 3D Show (Kurzfilm)
- 1999: Sabrina – total verhext (Fernsehserie)
- 1999: Ready, Willing & Able
- 1999: Martial Law – Der Karate-Cop (Fernsehserie)
- 1999: Galaxy Quest – Planlos durchs Weltall
- 2000: Sheena (Fernsehserie)
- 2000: 3 Engel für Charlie
- 2001: Fish (Kurzfilm)
- 2001: Planet der Affen
- 2001: The Falkland Man
- 2001: Herushingu (Fernsehserie)
- 2001: Crossing Jordan – Pathologin mit Profil (Fernsehserie)
- 2003: Die Wutprobe
- 2003: Fluch der Karibik (Pirates of the Caribbean: The Curse of the Black Pearl)
- 2004: Monster (Fernsehserie)
- 2004: Breaking Dawn
- 2004: Open Call (Fernsehserie)
- 2005: Wit’s End
- 2005: 2001 Maniacs
- 2006: Hooked (Kurzfilm)
- 2006: Disaster – Der Film
- 2007: Polly and Marie
- 2007: Burn
- 2007: Lesser of Three Evils
- 2008: Til Death (Kurzfilm)
- 2008: Das Sarah Silverman Programm (Fernsehserie)
- 2009: The Perfect Sleep
- 2009: Super Capers: The Origins of Ed and the Missing Bullion
- 2009: Dragon Hunter
- 2009: Take My Wife (Kurzfilm)
- 2009: Whiskey Neat (Kurzfilm)
- 2010: Sealing Your Fate (Kurzfilm)
- 2010: Space Prey – Der Kopfgeldjäger (Hunter Prey)
- 2011: The Pondering Box (Kurzfilm)
- 2011: Letters from the Big Man
- 2012: Inside
- 2012: How I Met My Father (Kurzfilm)
- 2012: Atlantis: The Last Days of Kaptara
- 2013: Virtually Heroes
- 2013: Orc Wars
- 2013: Sins of the Father
- 2013: Marza (Kurzfilm)
- 2013: Haitian Nights
- 2013: Sinbad: The Fifth Voyage
- 2013: Duel of Legends
- 2014: Sealing Your Fate
- 2014: Rough Hustle
- 2014: Sindbads fünfte Reise
- 2014: Bullet
- 2014: The Dream-Naperz
- 2014: Community (Fernsehserie, Episode 5x11)
- 2014: Beyond Justice
- 2014: Ninja Apocalypse
- 2014: Marza
- 2014: Fason Nou
- 2014: Filmmakers Anonymous
- 2015: 24 Hours
- 2015: Sins of the Father
- 2015: Can I Get a Witness Protection?
- 2015: The Karma of Happiness
- 2015: Crack Cane
- 2016: Warfighter
- 2016: Deadpool
- 2016: Union Bound
- 2017: Criminal Minds (Fernsehserie, Episode 13x05)
- 2018: Beyond White Space – Dunkle Gefahr (Beyond White Space)

## Synchronsprecher
- 2016: Lego Marvel’s Avengers
- 2015: Marvel’s Guardians of the Galaxy
- 2015: Avengers – Gemeinsam unbesiegbar
- 2015: Skylanders: SuperChargers
- 2015: Batman: Arkham Knight
- 2015: Heroes of the Storm
- 2014: World of Warcraft: Warlords of Draenor
- 2014: PsychoBreak
- 2014: Skylanders: Trap Team
- 2014: Transformers: Rise of the Dark Spark
- 2014: Ultra Street Fighter IV
- 2014: The Amazing Spider-Man 2
- 2013: God of War: Ascension (Computerspiel)
- 2012: Halo 4 (Computerspiel)
- 2012: Transformers: Fall of Cybertron (Computerspiel)
- 2012: Street Fighter X Tekken (Computerspiel)
- 2011: Transformers: Dark of the Moon (Computerspiel)
- 2010: StarCraft II: Wings of Liberty (Computerspiel)
- 2010: Transformers: War for Cybertron (Computerspiel)
- 2010: Super Street Fighter IV (Computerspiel)
- 2010: Darksiders (Computerspiel)
- 2010: The Key (Kurzfilm)
- 2010: Andy Crumb (Kurzfilm)
- 2009: Red Faction: Guerrilla (Computerspiel)
- 2008: Spider-Man: Web of Shadows (Computerspiel)
- 2008: Street Fighter IV (Computerspiel)
- 2007: Supreme Commander (Computerspiel)
- 2007: Golden Axe: Beast Rider (Computerspiel)
- 2006: Rainbow Six: Vegas (Computerspiel)
- 2006: Lord of the Rings: Battle for Middle Earth II – Rise of the Witch King (Computerspiel)
- 2006: Der Herr der Ringe: Die Schlacht um Mittelerde 2 (Computerspiel)
- 2005: The Incredibles: Rise of the Underminer (Computerspiel)
- 2005: Dungeons & Dragons: Dragonshard (Computerspiel)
- 2004: The Lord of the Rings: The Battle for Middle-Earth (Computerspiel)